# L'Adieu nu
Pour plus de détails, voir Fiche technique et Distribution.
L'Adieu nu est un film français réalisé par Jean-Henri Meunier et sorti en 1977.

## Fiche technique
- Titre : L'Adieu nu
- Réalisation : Jean-Henri Meunier
- Scénario : Jean-Henri Meunier
- Photographie : Pierre Gautard
- Son : Claude Reggane
- Mixage : Antoine Bonfanti
- Musique : Dom Voisin
- Montage : Martine Kalfon et Françoise Thévenot
- Société de production : Vapor Films
- Pays de production :  France
- Durée : 73 minutes
- Date de sortie : France - 27 avril 1977

## Distribution
- Maria Casarès
- Pierre Maxence
- Michael Lonsdale
- Claude Degliame
- José Luiz

## Sélection
- Festival de Belfort 1976[1],[2]